# Colzate
Colzate är en ort och kommun i provinsen Bergamo i regionen Lombardiet i Italien. Kommunen hade 1 664 invånare (2018).